# Melchi
Met Melchi of Melchistintsi (Melhi: мелхи of мялхи; Ingoesjetisch: маьлхи; Tsjetsjeens: маьлхий) (Russisch: малхистинцы, мелхистинцы, мелхинцы of мялхистинцы) wordt verwezen naar een van de negen Tsjetsjeense toekchoems. Zij zijn zowel in Tsjetsjenië als Ingoesjetië woonachtig, maar hun historische wortels zijn onder andere terug te vinden in de dorpen Arsjty (Russisch: Аршты), Bamoet (Бамут), Srednie Atsjaloeki (Средние Ачалуки), Moezjitsji (Мужичи), Kantysjevo (Кантышево) en Novi Redant (Новый Редант).
Ze zijn sterk verwant aan de Ingoesjen, maar nog sterker aan de Tsjetsjenen. Hun taal is een vertakking van de Vajnach-taal waarbinnen het een apart dialect vormt. Deze Meclhi-taal lijkt sterker op het Ingoesjetisch dan op het Tsjetsjeens aangezien de Melchi vooral in Ingoesjetië woonden.
Volgens sommigen is het woord "Melchi" afgeleid van het woord "малх", wat Vajnach is voor 'zon'. Anderen zeggen dat het een samenvoeging is van de woorden "мал" (lauw) en "хий" (water). 
Sommige Melchi beweren dat de Melchi een aparte subnatie uitmaken van de Vajnachen die afzonderlijk bestaat naast de Tsjetsjenen en Ingoesjen.

## Families
De families die onder meer de Melhi vormen zijn in alfabetische volgorde:
- Albakov (Албаков)
- Albastov (Албастов)
- Aljdiev (Альдиев)
- Alchast (Алхаст)
- Anzorov (Анзоров)
- Arsajev (Арсаев)
- Bajsarov (Байсаров)
- Batsiev (Бациев)
- Bechojev (Бехоев)
- Chasiev (Хасиев)
- Childichorojev (Хилдихороев)
- Chajaoeri (Хайаури)
- Dartsjiev (Дарчиев)
- Gadamaoer (Гадамаур)
- Gajsoeltanov (Гайсултанов)
- Gelagiev (Гелагиев)
- Karsamov (Карсамов)
- Magiev (Магиев)
- Malsagov (Мальсагов)
- Mamatov (Маматов)
- Machaoer (Махаур)
- Melchastchojev (Мелхастхоев)
- Soeltanov (Султанов)
- Tsjersiev (Черсиев)

## Tejps
Volgens de Tsjetsjeense onderzoeker en dichter Magomet Amaevitsj Mamakaev (Russisch: Магоме́т Ама́евич Мамака́ев) zijn de Melchi-stammen (Tsjetsjeens/Ingoesjetisch: тайп of тейп (tajp of tejp)) alfabetisch:
- Basti (Tsjetsjeens: Баьстий)
- Benastchoj (Бенастхой)
- Erchoj (Эрхой)
- Italtsjchoj (Италчхой)
- Jamchoj (Ямхой)
- Kamalchoj (Камалхой)
- Kchoratchoj (Кхоратхой)
- Keganchoj (Кеганхой)
- Mesji (Меший)
- Sakanchoj (Саканхой)
- Teratchoj (Тератхой)
- Tsjarchoj (Чархой)